# Seek Bromance
Seek Bromance è un singolo del DJ e produttore svedese Tim Bergling (Avicii) pubblicato sotto il nominativo Tim Berg.
È stata pubblicata il 17 ottobre 2010 nei Paesi Bassi, e il 24 ottobre nel Regno Unito, dove si è classificata alla numero 13. Seek Bromance è una versione vocale del brano Bromance, dello stesso artista, con l'aggiunta della voce dal brano Love You Seek del DJ italiano Samuele Sartini con la cantante inglese Amanda Wilson.

## Tracce
- Dutch digital download

1. Seek Bromance (Avicii's Vocal Edit) – 3:20
2. Seek Bromance (Avicii's Vocal Extended) – 8:08
3. Seek Bromance (Samuele Sartini Radio Edit) – 3:13
4. Seek Bromance (Samuele Sartini Extended Mix) – 5:26

- UK CD single

1. Seek Bromance (Avicii's Vocal Edit) – 3:22
2. Seek Bromance (Avicii's Arena Mix) – 8:18

- UK digital download

1. Seek Bromance (Avicii's Vocal Edit) – 3:23
2. Seek Bromance (Avicii's Vocal Extended) – 8:10
3. Bromance (Bimbo Jones Remix) – 8:00
4. Bromance (Chris Reece Pinkstar Remix) – 7:04
5. Bromance (Avicii's Arena Mix) – 8:17
6. Bromance (Avicii's Arena Radio Edit) – 3:54

- Danish digital download

1. Seek Bromance (Avicii's Vocal Edit) – 3:20
2. Seek Bromance (Avicii's Vocal Extended) – 8:08
3. Seek Bromance (Bimbo Jones Remix) – 8:21
4. Seek Bromance (Samuele Sartini Extended Mix) – 5:26
5. Seek Bromance (Samuele Sartini Radio Edit) – 3:13
6. Seek Bromance (Kato Remix) – 7:40

- German digital download

1. Seek Bromance (Avicii's Vocal Edit) – 3:21
2. Seek Bromance (Avicii's Vocal Extended) – 8:08
3. Seek Bromance (Bimbo Jones Vocal Remix) – 8:21
4. Seek Bromance (Samuele Sartini Radio Edit) – 3:13
5. Seek Bromance (Samuele Sartini Extended Mix) – 5:26

- German CD single

1. Seek Bromance (Avicii's Vocal Edit) – 3:21
2. Seek Bromance (Avicii's Vocal Extended) – 8:09